# Some Things Never Change (album, David Kubinec)
Some Things Never Change je jediné sólové studiové album anglického hudebníka Davida Kubineca. Album vydalo hudební vydavatelství A&M Records (společnost jej distribuovala nejen v Evropě, ale také ve Spojených státech amerických) a produkoval jej velšský hudebník John Cale. Cale zde rovněž hraje na klávesy a zpěváka zde doprovází ještě několik tehdejších Caleových spolupracovníků.

## Seznam skladeb
| Pořadí | Název                    | Délka |
| ------ | ------------------------ | ----- |
| 1.     | Another Lone Ranger      | 3:45  |
| 2.     | Some Things Never Change | 4:05  |
| 3.     | Love in the First Degree | 3:00  |
| 4.     | Comin' Home              | 3:50  |
| 5.     | Out in the Rain          | 4:30  |
| 6.     | Sit on It                | 3:10  |
| 7.     | Line Shooter             | 2:50  |
| 8.     | On the Edge of the Floor | 4:05  |
| 9.     | Tear Myself Away         | 2:15  |
| 10.    | The Elf Sires            | 5:58  |

## Obsazení
- David Kubinec – zpěv, akustická kytara, klavír
- Chris Spedding – kytara
- Ollie Halsall – kytara
- Jimmy Bain – baskytara (kromě písní, v nichž hrál Pat Donaldson)
- Pat Donaldson – baskytara („Line Shooter“, „On the Edge of the Floor“ a „Love in the First Degree“)
- John Cale – klávesy, produkce
- Timi Donald – bicí
- Alan MacLeod – dudy („Out in the Rain“)